# Sắt disilicide
Sắt đisilixua là một hợp chất vô cơ cấu thành bởi hai nguyên tố sắt và silic, có công thức hóa học FeSi2.

## Độc tính
Các nguy hiểm có thể xảy ra nếu hít phải hóa chất, hoặc hóa chất dính vào da hoặc vào mắt. Triệu chứng có thể xáy ra khi tiếp xúc là gây kích ứng cho phổi, da và mắt.
Nguy cơ: Hợp chất sắt và muối sắt muối sắt kích thích mạnh mẽ đường hô hấp, riêng hợp chất sắt có thể gây xơ phổi nếu hít phải bụi của nó. Sẽ nguy hiểm nếu hít phải một lượng lớn có thể gây phế quản phổi. Ngoài ra, hít phải lượng muối sắt qua bụi và khói cũng gây kích ứng gây kích ứng cho đường hô hấp. Muối sắt(II) được xem là một chất gây kích thích da.
Về vấn đề chất Si được sinh ra: SiO2 là một chất hóa học và sinh học trơ khi ăn vào, tuy nhiên, việc thí nghiệm tạo ra hơi silic tươi gây phản ứng cấp tính giống như sốt khí metan. Silic carbide được coi là một chất có dạng hạt gây nhiều phiền phức cho người sử dụng.

## Xử lý hóa chất
Sử dụng hóa chất này lý trong một quy trình kín, hạn chế tạo ra bụi. Đặc biệt, tuyệt đối tránh hít phải bụi hoặc khói, vì gây nguy hiểm như phần trên đã đề cập.
Nếu bụi được tạo ra trong quá trình sử dụng, cần thông gió khi vực.
Tránh để hóa chất tiếp xúc trực tiếp với da và mắt. Người sử dụng cần vệ sinh cẩn thận trước khi ăn hoặc hút thuốc.

## Bảo quản
Điều kiện bảo quản an toàn: Lưu trữ ở nơi mát, khô. Lưu trữ vật liệu kín niêm phong trong các thùng chứa, có nhãn mác về hóa chất. Bảo vệ hóa chất khỏi độ ẩm. Tránh xa các chất oxy hóa hoặc axit.